# Le Dernier Sacrifice
Le Dernier Sacrifice (The Third Day, The Frost ou A Killing Frost aux États-Unis) est un roman de John Marsden publié pour la première fois en 1995 en Australie. C'est le troisième tome de la série de livres Tomorrow.
En France, il a été publié le 25 mai 2000 aux éditions J'ai lu dans la collection Jeunes Adultes.

## Résumé
Quatrième de couverture (édition française J'ai lu avril 2000) :

« Ellie, Homer, Robyn, Lee, Fiona... Des adolescents pas comme les autres, qui ne se résignent pas à capituler face à une armée d'invasion pourtant surentraînée. Multipliant les opérations de commando et les sabotages périlleux, ils sont devenus les ennemis publics N°1. Mais ces héros de l'ombre ont parfois l'impression d'être des créatures de l'enfer. Abandonnés de tous, en proie au doute, au dégoût et à la peur, ils continuent pourtant à rêver d'un monde meilleur. Parce qu'il faut croire en quelque chose... »

## SérieTomorrow
1. Apocalypse, J'ai lu, coll. Jeunes adultes, 2000 ((en) Tomorrow, When the War Began, 1993)Réédité aux éditions Hachette Jeunesse dans la collection Black Moon en 2012
2. Opération survie, J'ai lu, coll. Jeunes adultes, 2000 ((en) The Dead of the Night, 1994)Réédité aux éditions Hachette Jeunesse dans la collection Black Moon en 2012
3. Le Dernier Sacrifice, J'ai lu, coll. Jeunes adultes, 2000 ((en) The Third Day, The Frost, 1995)Réédité aux éditions Hachette Jeunesse dans la collection Black Moon en 2012
4. Aller simple vers l'enfer, J'ai lu, coll. Jeunes adultes, 2000 ((en) Darkness, Be My Friend, 1996)
5. Attention danger !, J'ai lu, coll. Jeunes adultes, 2000 ((en) Burning for Revenge, 1997)
6. Chasse nocturne, J'ai lu, coll. Jeunes adultes, 2000 ((en) The Night is for Hunting, 1998)
7. (en) The Other Side of Dawn, 1999